# Amphisbaena infraorbitale
Espèce
Synonymes
- Lepidosternon infraorbitale Berthold, 1859
- Lepidosternon rostratum Strauch, 1881

Amphisbaena infraorbitale est une espèce d'amphisbènes de la famille des Amphisbaenidae.

## Répartition
Cette espèce est endémique du Brésil. Elle se rencontre dans les États du Pernambouc, de Bahia, d'Espírito Santo, de Rio de Janeiro, du Minas Gerais, du Goiás et du Mato Grosso.

## Publication originale
- Berthold, 1859 : Einige neue Reptilien des akad. zoolog. Museums in Göttingen. Nachrichten von der Georg-Augusts-Universität und der Königl. Gesellschaft der Wissenschaften zu Göttingen, vol. 1859, p. 179-181.